# Magic Tour (Bruce Springsteen)
Magic Tour è stata una tournée mondiale intrapresa dal cantautore statunitense Bruce Springsteen con la E Street Band tra il 2007 e il 2008 in concomitanza con la pubblicazione del suo album Magic.